# Laura Deas
Laura Deas (Wrexham, 19 augustus 1988) is een Brits skeletonster.

## Carrière
Deas veroverde in 2018 brons op de Olympische Spelen. Daarnaast won ze in 2015 al een keer een wereldbekerwedstrijd.

## Resultaten

### Olympische Spelen
| Jaar | Plaats      | Resultaat |
| ---- | ----------- | --------- |
| 2018 | Pyeongchang | Brons     |
| 2022 | Peking      | 19e       |

### Wereldkampioenschappen
| Jaar | Plaats       | Resultaat                           |
| ---- | ------------ | ----------------------------------- |
| 2015 | Winterberg   | 7e Individueel 8e Landencompetitie  |
| 2016 | Igls         | 11e Individueel 9e Landencompetitie |
| 2017 | Königssee    | 10e Individueel                     |
| 2019 | Whistler     | 5e Landencompetitie                 |
| 2020 | Altenberg    | 19e Individueel 11e Gemengd team    |
| 2021 | Altenberg    | 15e Individueel 4e Gemengd team     |
| 2023 | Sankt Moritz | 9e Individueel · Gemengd team       |

### Wereldbeker
| Seizoen   | Rang |
| --------- | ---- |
| 2014/2015 | 5e   |
| 2015/2016 | 7e   |
| 2016/2017 | 6e   |
| 2017/2018 | 7e   |
| 2018/2019 | 12e  |
| 2019/2020 | 13e  |
| 2020/2021 | 10e  |
| 2021/2022 | 20e  |
| 2022/2023 | 9e   |

| Datum            | Plaats    |
| ---------------- | --------- |
| 27 november 2015 | Innsbruck |